# Спірфіш (Південна Дакота)
Спірфіш (англ. Spearfish) — місто (англ. city) в США, в окрузі Лоуренс штату Південна Дакота. Населення — 12 193 особи (2020).

## Географія
Спірфіш розташований за координатами 44°29′31″ пн. ш. 103°49′9″ зх. д. / 44.49194° пн. ш. 103.81917° зх. д. (44.491838, -103.819032). За даними Бюро перепису населення США в 2010 році місто мало площу 42,32 км², з яких 42,31 км² — суходіл та 0,01 км² — водойми.

### Клімат
| Клімат : Спірфіш        | Клімат : Спірфіш | Клімат : Спірфіш | Клімат : Спірфіш | Клімат : Спірфіш | Клімат : Спірфіш | Клімат : Спірфіш | Клімат : Спірфіш | Клімат : Спірфіш | Клімат : Спірфіш | Клімат : Спірфіш | Клімат : Спірфіш | Клімат : Спірфіш | Клімат : Спірфіш |
| Показник                | Січ.             | Лют.             | Бер.             | Квіт.            | Трав.            | Черв.            | Лип.             | Серп.            | Вер.             | Жовт.            | Лист.            | Груд.            | Рік              |
| Абсолютний максимум, °C | 26,1             | 23,9             | 27,8             | 32,8             | 35,6             | 40,6             | 43,3             | 40,0             | 40,6             | 35,0             | 29,4             | 22,8             | 43,3             |
| Середній максимум, °C   | 4,6              | 5,0              | 9,4              | 14,8             | 20,3             | 25,8             | 30,8             | 30,4             | 24,3             | 16,3             | 9,2              | 4,4              | 16,3             |
| Середня температура, °C | −1,3             | −0,8             | 3,4              | 8,7              | 14,2             | 19,4             | 23,9             | 23,1             | 17,2             | 10,1             | 3,5              | −1,4             | 10,0             |
| Середній мінімум, °C    | −7,2             | −6,7             | −2,7             | 2,4              | 8,1              | 12,9             | 16,9             | 15,8             | 10,0             | 3,8              | −2,2             | −7,3             | 3,7              |
| Абсолютний мінімум, °C  | −35,6            | −35,6            | −28,3            | −22,2            | −11,7            | −3,9             | 0,6              | 0,0              | −9,4             | −20              | −30,6            | −34,4            | −35,6            |
| Норма опадів, мм        | 13               | 18               | 33               | 55               | 94               | 93               | 53               | 40               | 46               | 49               | 23               | 17               | 534              |
| Днів з опадами          | 6                | 5                | 7                | 8                | 11               | 13               | 9                | 7                | 6                | 7                | 5                | 5                | 89,0             |
| ----------------------- | ---------------- | ---------------- | ---------------- | ---------------- | ---------------- | ---------------- | ---------------- | ---------------- | ---------------- | ---------------- | ---------------- | ---------------- | ---------------- |
| Джерело: NOAA           |                  |                  |                  |                  |                  |                  |                  |                  |                  |                  |                  |                  |                  |

## Демографія
Згідно з переписом 2010 року, у місті мешкали 10 494 особи в 4644 домогосподарствах у складі 2350 родин. Густота населення становила 248 осіб/км². Було 5045 помешкань (119/км²).
Расовий склад населення:
| - 93,5 % — білих - 2,0 % — корінних американців - 1,1 % — азіатів - 0,4 % — чорних або афроамериканців |

До двох чи більше рас належало 2,3 %. Частка іспаномовних становила 2,7 % від усіх жителів.
За віковим діапазоном населення розподілялося таким чином: 18,6 % — особи молодші 18 років, 63,7 % — особи у віці 18—64 років, 17,7 % — особи у віці 65 років та старші. Медіана віку мешканця становила 33,2 року. На 100 осіб жіночої статі у місті припадало 88,9 чоловіків; на 100 жінок у віці від 18 років та старших — 84,6 чоловіків також старших 18 років.
Середній дохід на одне домашнє господарство становив 56 606 доларів США (медіана — 43 046), а середній дохід на одну сім'ю — 76 476 доларів (медіана — 65 542). Медіана доходів становила 41 153 долари для чоловіків та 27 860 доларів для жінок. За межею бідності перебувало 15,9 % осіб, у тому числі 12,5 % дітей у віці до 18 років та 10,1 % осіб у віці 65 років та старших.
Цивільне працевлаштоване населення становило 5841 особа. Основні галузі зайнятості: освіта, охорона здоров'я та соціальна допомога — 25,6 %, мистецтво, розваги та відпочинок — 15,5 %, будівництво — 9,2 %, роздрібна торгівля — 8,8 %.